# Homo Sol
«Homo Sol» (англ. Homo Sol) — науково-фантастичне оповідання американського письменника Айзека Азімова, вперше опубліковане у вересні 1940 журналом Astounding Science Fiction. Увійшло до збірки «Ранній Азімов» (1972).
Разом з оповіданнями Уявні величини та Розіграш утворює трилогію «Homo Sol», яка розповідає про Галактичну Федерацію гуманоїдних рас у якій психологія розвинена до рівня точної науки і на ній тримається уся політика Федерації. Тому видатні психологи займають провідну роль у суспільстві.

## Сюжет
Соляріанці (тобто земляни, названі Федерацією расою Homo Sol) винайшли гіперпросторові подорожі і здійснили перший контакт у системі Альфа Центаври, чим виконали вступний ценз для прийняття до Галактичної федерації.
Професор психології Арктуріанського університету Тан Порус був запрошений до делегації, яка мала повідомити землянам запрошення до Федерації, але він натомість послав свого асистента. Делегація повернулась з невдачею, земляни не тільки відхилили запрошення, але і почали військові приготування, така поведінка суперечила непорушним законам психології Галактичної федерації. Військовий звіт також зазначав про набагато швидші за звичайні темпи розвитку техніки у землян.
Нарада провідних психологів схилялась до думки про помилку в звіті асистента, і тоді Порус, розуміючи майбутню загрозу для Федерації, бере справу у свої руки. Побившись об заклад, що спричинить масову паніку (що суперечило одному з основних законів психології в Федерації «не можна довести до паніки більше п'яти осіб»), він вирушає на Землю.
Здогадавшись зі звіту, що у землян (єдиних серед гуманоїдних рас) присутня психологія натовпу, Порус дійсно влаштовує всесвітню паніку на Землі. На бажаючи програвати спір, опоненти примушують Поруса продемонструвати активні прояви паніки, що спричиняє масові заворушення. Нажахані цим, психологи пропонують уникати контактів з Сонячною системою. Тоді Порус демонструє їм розрахунки, що доводять загарбання Федерації землянами через декілька сотень років. Він пояснює, що психологія натовпу злагоджує дії військових Землі і надає перевагу перед індивідуальними діями емоційних гуманоїдів Федерації.
Насамкінець він демонструє намір уникнути конфронтації з Homo Sol і залучити їх до Федерації. Використовуючи схожість зображень Зевса і Деметри із расами гуманоїдів з Канопуса та Бетельгейзе, він наймає психологів цих рас під виглядом торгової місії для організації міжпланетної торгівлі. Земля, чия економіка була навмисно спустошена масовими заворушеннями, погоджується на умови Поруса.

## Цікаві факти
- Перетворення психології на точну науку психоісторію Азімов розвиває у циклі творів «Фундація».